# Vons

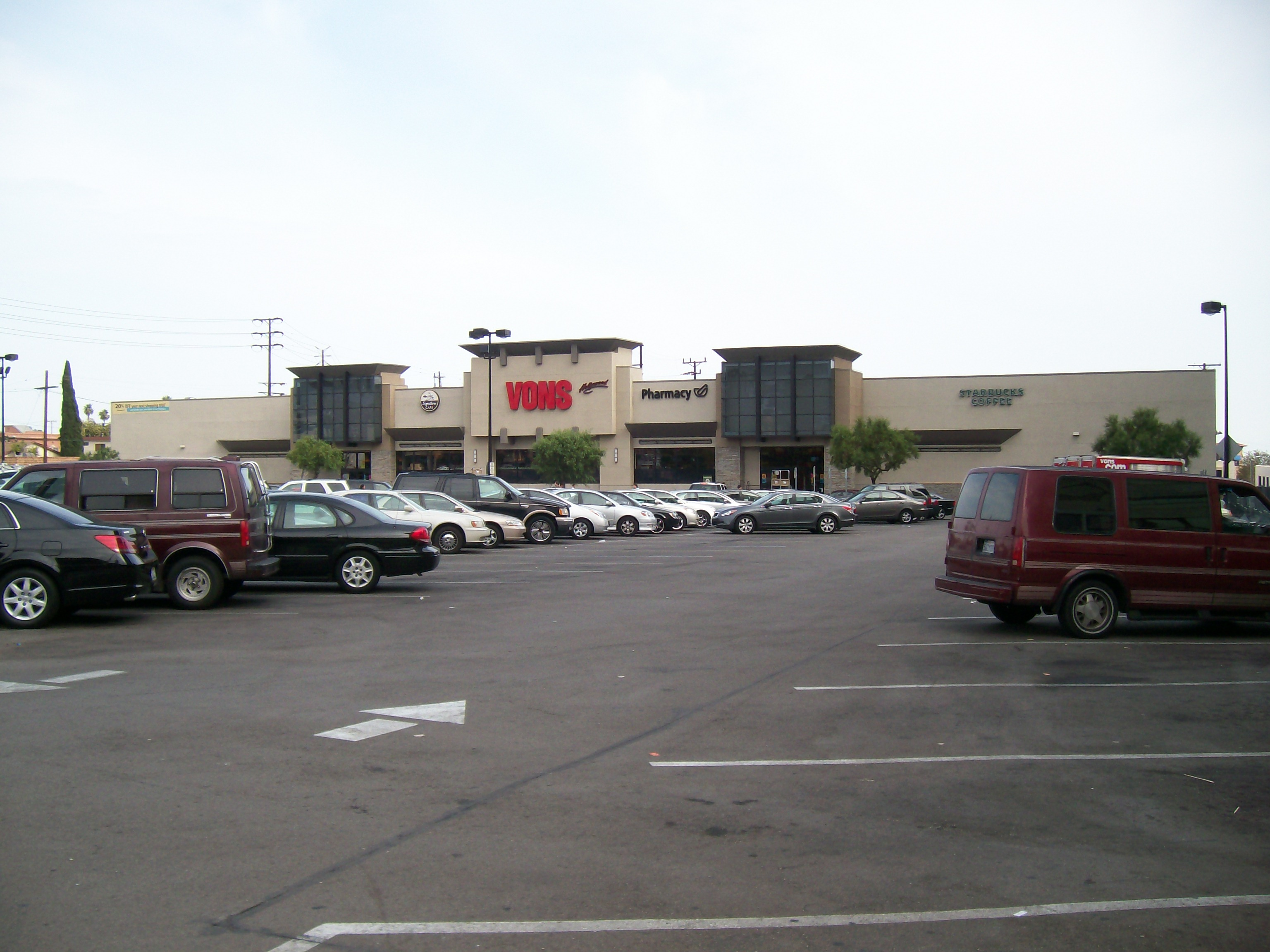

Vons Companies Inc. è una catena di supermercati  di proprietà di Albertsons, con la maggior parte delle sue sedi nella California meridionale e nell'Area metropolitana di Las Vegas. La sua sede centrale è nella città californiana di Arcadia. Nel 1906, Charles Von der Ahe avviò un piccolo negozio di alimentari a Los Angeles.